# Dierick Bouts

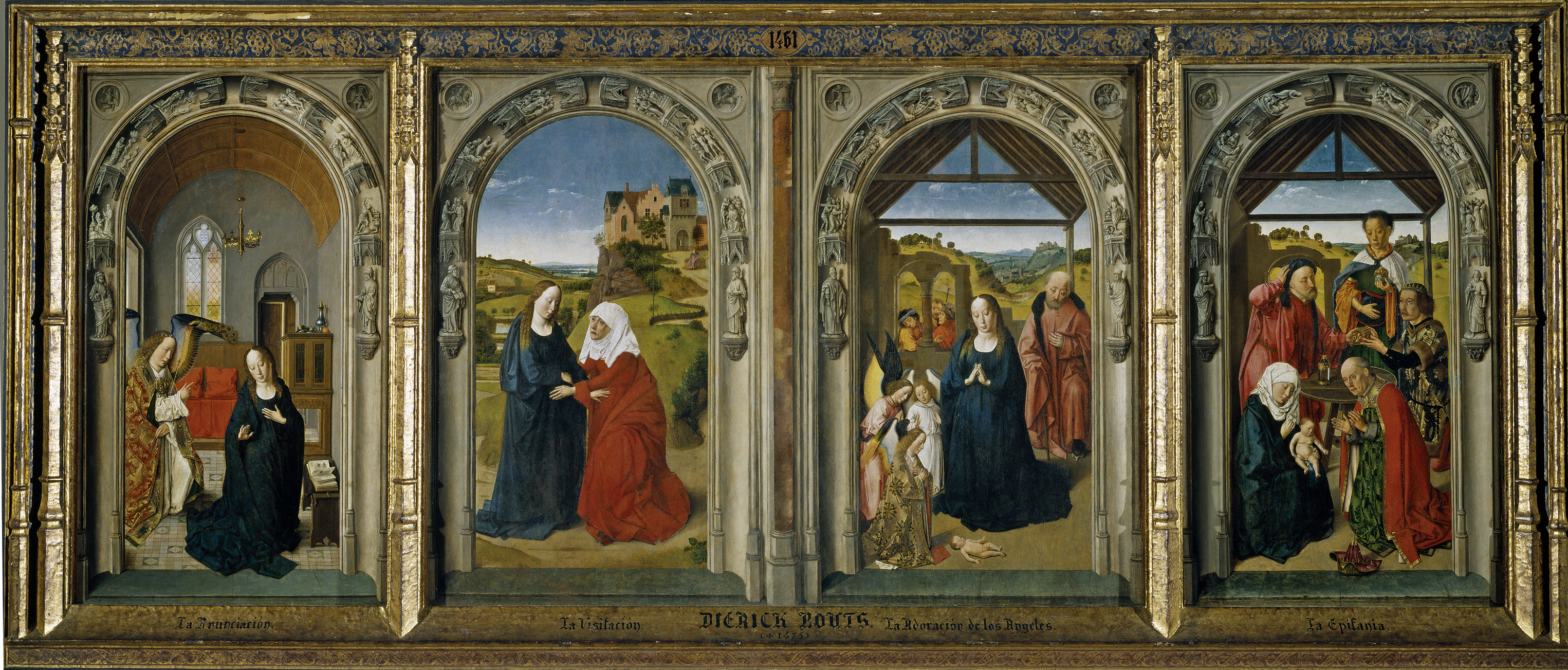
Triptychon mit dem Leben der Maria, um 1445 (Museo del Prado)

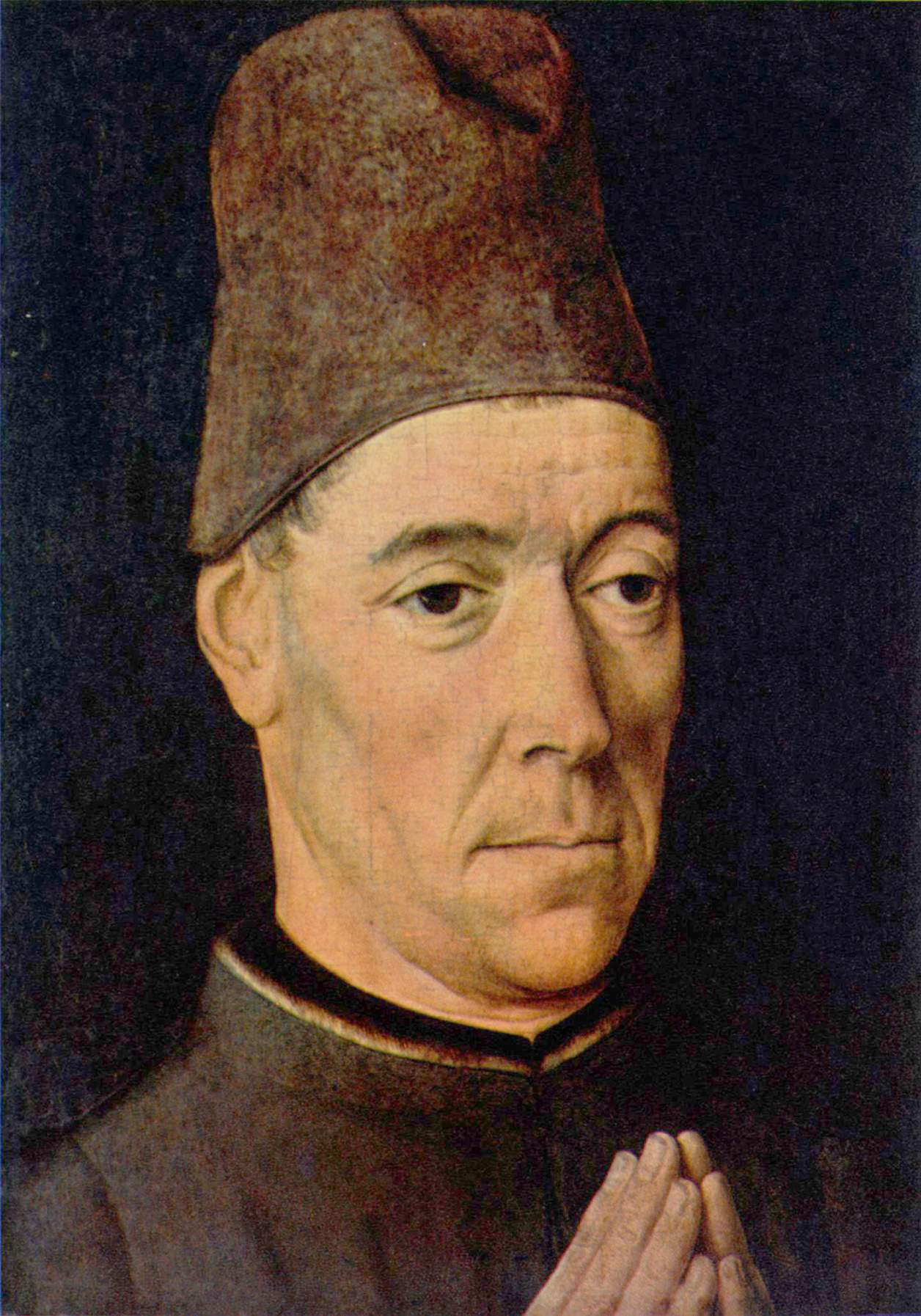
Porträt eines Mannes, um 1460 (Metropolitan Museum of Art, New York)

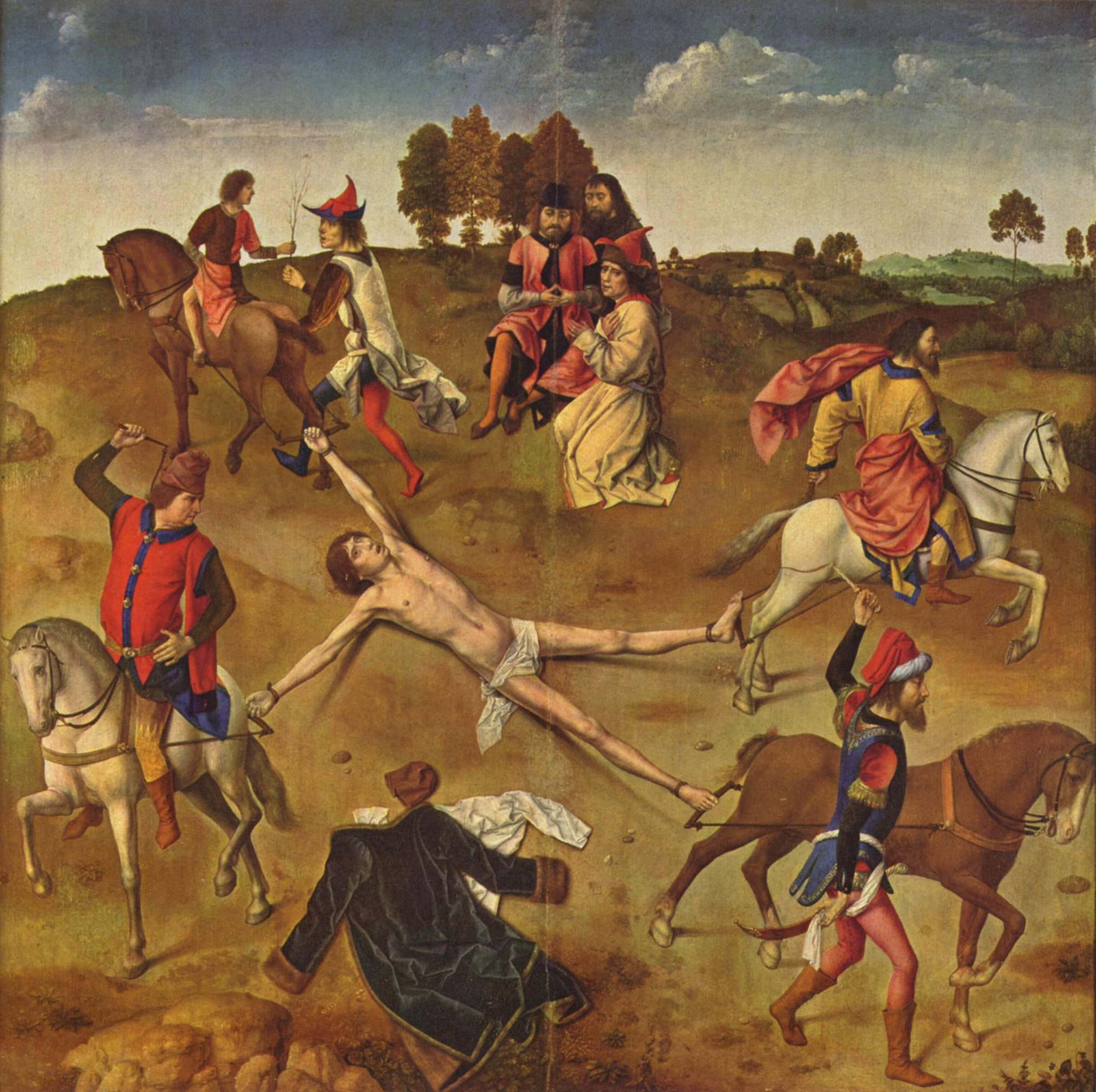
Martyrium des Hl. Hippolyt, um 1470 (Museum der Erlöserkathedrale, Brügge)

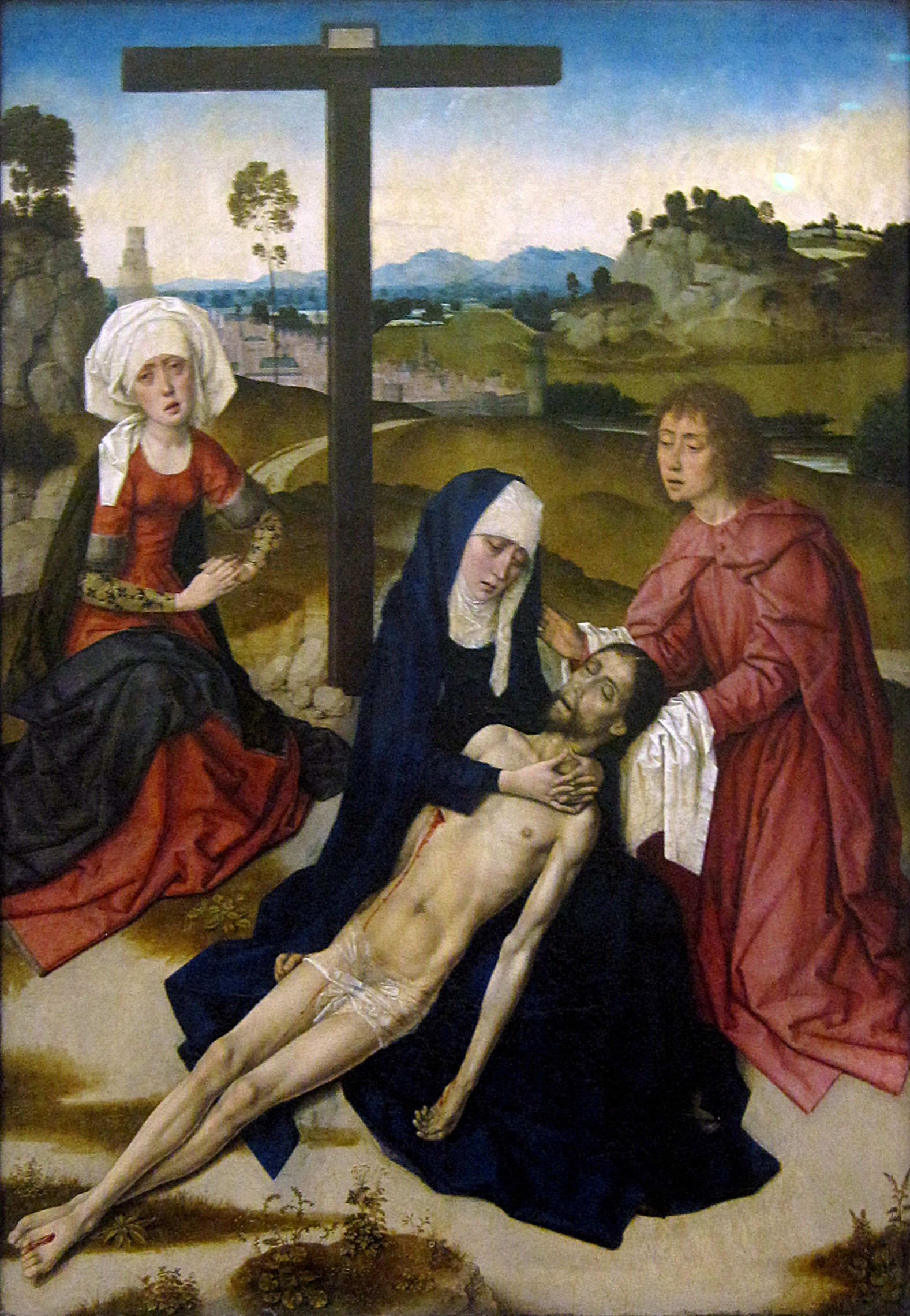
Beweinung Christi 1455–1460, (Louvre, Paris)

Dierick Bouts (* 1410–1420 in Haarlem; † 6. Mai 1475 in Löwen), auch Dirk oder Dieric, früher irrtümlich Stuerbout genannt, war ein niederländischer Maler. Er ist der Vater von Dierick Bouts dem Jüngeren und Aelbert Bouts, die ebenfalls Bekanntheit als Maler erreichten. Neben seinen kirchlichen Bildern wurde er für seine Porträtmalerei geschätzt und galt als einer der führenden Maler seiner Zeit.

## Leben
Dierick Bouts Leben ist kaum dokumentiert. Viele Daten bis in die 1450er Jahre sind nur durch Stilvergleiche von Bildern und Malern zu bestimmen. Wahrscheinlich wurde Bouts in seiner Heimatstadt Haarlem ausgebildet und kam vielleicht anschließend in Kontakt mit Petrus Christus. Beide zeigen Eigenheiten der Malerei aus den nördlichen Niederlanden mit einem besonderen Interesse an der Darstellung eines kontinuierlichen Bildraumes und der Landschaft. In Bouts’ Bildern ist auch die Vertrautheit mit den Werken von Jan van Eyck und Aelbert van Ouwater und Rogier van der Weyden zu erkennen.
Um 1445 zog Bouts nach Löwen und heiratete etwas später die reiche Patriziertochter Catharina van der Brugghen aus Löwen. Aus dieser Ehe stammten vier Kinder. Die beiden Söhne Dierick Bouts der Jüngere und Aelbert Bouts wurden geachtete Maler.
Urkundlich ist Bouts in Löwen erst ab 1457 nachweisbar. Er wurde 1465 zum Stadtmaler ernannt. Zu den bekanntesten und ausführlichsten Dokumenten gehört der Vertrag über die Anfertigung des Abendmahlsaltars für die Bruderschaft des Heiligen Sakraments von 1464.
Wie Urkunden belegen, war Bouts ein sehr wohlhabender Bürger. Im Jahre 1467 wurde er als ein wichtiger Vertreter der Stadt bezeichnet. Nach dem Tod seiner Frau heiratete er kurz vor seinem Tod 1475 ein zweites Mal.

## Hauptwerke
- Marienaltar (um 1445; Madrid, Prado)
- Passionsaltar (um 1455; Granada, Museo de la Capilla Real)
- Kreuzigungsaltar (um 1450–60; Brüssel, Musées Royaux des Beaux-Arts; Malibu, J. Paul Getty Museum; London, National Gallery; Pasadena, Norton Simon Museum)
- Porträt eines Mannes (1462; London, National Gallery)
- Ecce Agnus Dei (um 1462–64; München, Alte Pinakothek)
- Perle von Brabant (1460er Jahre; Zuweisung nicht sicher; München, Alte Pinakothek)
- Maria mit Kind (um 1465; London, National Gallery)
- Triptychon mit der Marter des Heiligen Erasmus (1450–60; Löwen, Sint-Pieterskerk, Museum voor Kerkelijke Kunst)
- Abendmahlsaltar (1464 (Vertrag) – 1467; Löwen, Sint-Pieterskerk, Museum voor Kerkelijke Kunst)
- Der Weg zum Paradies (um 1468; Lille, Palais des Beaux-Arts de Lille)
- Paradies und Hölle (um 1470; Paris, Louvre)
- Eine Klage Christi (1455–1460 Paris, Louvre)
- Gerechtigkeitsbilder (unvollendet; 1473 und 1475; Brüssel, Musées Royaux des Beaux-Arts)

## Wirkung
Stilvergleiche brachten Carl Georg Heise zu der Überzeugung, dass der aus Westfalen stammende Maler Hinrik Funhof in Bouts’ Werkstatt gelernt habe. Die von Funhof stammenden Tafeln des Hochaltars der St. Johanniskirche in Lüneburg (1482–1484) gehören zu den Hauptwerken niedersächsischer Malerei der zweiten Hälfte des 15. Jahrhunderts und zeigen den stilistischen Einfluss von Bouts. Für die Zuordnung Funhofs als Mitarbeiter in Bouts’ Werkstatt führte Heise auch die erstmalige urkundliche Erwähnung Funhofs im Jahre 1475 an, dem Todesjahr von Bouts.